# 月の光 (詩)
『月の光』（つきのひかり、仏: Clair de Lune）は、ポール・ヴェルレーヌによる1869年のフランス語詩である。この詩はドビュッシーのベルガマスク組曲（1890年）の中の最も有名な同名の第3曲に着想を与えた。ドビュッシーはこの他に声楽とピアノ伴奏のためにこの詩の楽曲（歌曲）を2曲作った。ガブリエル・フォーレおよびユゼフ・シュルツ によるこの詩の歌曲も作られている。

## フランス語原文
Votre âme est un paysage choisi

Que vont charmants masques et bergamasques

Jouant du luth et dansant et quasi

Tristes sous leurs déguisements fantasques.

Tout en chantant sur le mode mineur

L'amour vainqueur et la vie opportune

Ils n'ont pas l'air de croire à leur bonheur

Et leur chanson se mêle au clair de lune,

Au calme clair de lune triste et beau,

Qui fait rêver les oiseaux dans les arbres

Et sangloter d'extase les jets d'eau,

Les grands jets d'eau sveltes parmi les marbres.

### 和訳
あなたの魂は選ばれた風景（画）

その風景では魅力的な仮面（マスク）と踊り子（ベルガマスク）が歩く

リュートを弾いて踊りながらも

幻想的な変装の下でどこかもの悲しい。

短調の調べにのせて歌う

愛の勝利と心地よい人生を

でも幸せを信じていないようで

彼らの歌は月の光に溶け込む、

悲しく、美しい、月の光は、

木々の鳥たちには夢を見させ、

そして噴水をうっとりと啜り泣かせる、

大理石の像の間からの大きな噴水を。